# Маррей (округ, Міннесота)
Шаблон:StateAbbr_ 44°01′ пн. ш. 95°46′ зх. д. / 44.02° пн. ш. 95.76° зх. д.
Округ  Маррей (англ. Murray County) — округ (графство) у штаті  Міннесота, США. Ідентифікатор округу 27101.

## Історія
Округ утворений 1857 року.

## Демографія
За даними перепису 
2000 року 
загальне населення округу становило 9165 осіб, усе сільське.
Серед мешканців округу чоловіків було 4549, а жінок — 4616. В окрузі було 3722 домогосподарства, 2602 родин, які мешкали в 4357 будинках.
Середній розмір родини становив 2,94.
Віковий розподіл населення поданий у таблиці:
| Стать    | До 15 років | 15-21 | 22-29 | 30-39 | 40-49 | 50-65 | 65-85 | Понад 85 |
| -------- | ----------- | ----- | ----- | ----- | ----- | ----- | ----- | -------- |
| Чоловіки | 922         | 407   | 331   | 536   | 695   | 817   | 746   | 95       |
| Жінки    | 887         | 382   | 279   | 524   | 669   | 769   | 902   | 204      |

## Суміжні округи
- Лайон — північ
- Редвуд — північний схід
- Коттонвуд — схід
- Ноблс — південь
- Рок — південний захід
- Пайпстоун — захід

## Виноски
1. ↑  U.S. Decennial Census. US Census Bureau. Архів оригіналу за 4 квітня 2018. Процитовано 21 жовтня 2014.
2. ↑  Historical Census Browser. University of Virginia Library. Архів оригіналу за 11 серпня 2012. Процитовано 21 жовтня 2014.
3. ↑  Population of Counties by Decennial Census: 1900 to 1990. United States Census Bureau. Архів оригіналу за 4 серпня 2014. Процитовано 21 жовтня 2014.
4. ↑  Census 2000 PHC-T-4. Ranking Tables for Counties: 1990 and 2000 (PDF). US Census Bureau. Архів оригіналу (PDF) за 18 грудня 2014. Процитовано 21 жовтня 2014.
5. ↑  State & County QuickFacts. Бюро перепису населення США. Архів оригіналу за 7 червня 2011. Процитовано 1 вересня 2013.(англ.) Наведено за англійською вікіпедією.
6. ↑  American FactFinder. Бюро перепису населення США. Архів оригіналу за 26 лютого 2012. Процитовано 31 січня 2008.

| США | Це незавершена стаття з географії США. Ви можете допомогти проєкту, виправивши або дописавши її. |